# فوریه ۲۰۱۳
فوریه ۲۰۱۳، یکی از ماه‌های ۲۰۱۳ (میلادی) است.
آغاز آن، روز سه شنبه برابر با ۱۲ دی ۱۳۹۱ خورشیدی.

## ۶ فوریه۲۰۱۳
- حمله یک شهروند سوری با لنگه کفش به محمود احمدی‌نژاد در مصر

## ۱۰ فوریه۲۰۱۳
- فیلم آرگو بهترین فیلم بفتا شد

## ۱۱ فوریه۲۰۱۳
- استعفای پاپ بندیکت شانزدهم

واتیکان اعلام کرد پاپ بندیکت شانزدهم در بیست و هشت فوریه استعفا خواهد داد. (بی‌بی‌سی فارسی)

## ۱۲ فوریه۲۰۱۳
- حذف کشتی از المپیک

## ۱۷ فوریه۲۰۱۳
- نشت صدها گالون پسماند خطرناک رادیواکتیو در آمریکا

روزانه بین ۱۵۰ تا ۳۰۰ گالون ضایعات هسته‌ای و رادیواکتیو از یکی از مخازن انبار پسماندهای رادیواکتیو در سایت هنفورد در ایالت واشینگتن در آمریکا به بیرون نشت می‌کند. این مواد بسیار خطرناکند و با اینکه در کوتاه‌مدت سلامت ساکنان ایالت ندارند، اما در دراز مدت وارد چرخه محیط زیست ایالت واشینگتن و رودخانه کلمبیا خواهند شد. سایت هنفورد دارای ۱۷۷ تانک ذخیره ضایعات رادیواکتیو است که از آن میان ۱۴۹ تانک تنها دارای یک جداره محافظتی هستند. سی‌ان‌ان
- عذرخواهی نمایندگان مجلس ایران از رهبری به خاطر استیضاح های اخیر

## پیوندهای روزانه
- درگاه: وقایع کنونی/وقایع ۶ فوریه ۲۰۱۳
- درگاه: وقایع کنونی/وقایع ۱۰ فوریه ۲۰۱۳
- درگاه: وقایع کنونی/وقایع ۱۱ فوریه ۲۰۱۳
- درگاه: وقایع کنونی/وقایع ۱۲ فوریه ۲۰۱۳
- درگاه: وقایع کنونی/وقایع ۱۷ فوریه ۲۰۱۳
- درگاه: وقایع کنونی/وقایع  ۱۹ فوریه ۲۰۱۳
- درگاه: وقایع کنونی/وقایع ۲۷ فوریه ۲۰۱۳